# Grindstone
Grindstone es un lugar designado por el censo (en inglés, census-designated place, CDP) situado en el condado de Fayette, Pensilvania, Estados Unidos. Según el censo de 2020, tiene una población de 489 habitantes.

## Geografía
La localidad está ubicada en las coordenadas 40°1′19″N 79°49′23″O / 40.02194, -79.82306 (40.021877, -79.823099). Según la Oficina del Censo, tiene una superficie de 3.41 km², correspondientes en su totalidad a tierra firme.